# Gabian
Gabian is een gemeente in het Franse departement Hérault (regio Occitanie) en telt 659 inwoners (1999). De plaats maakt deel uit van het arrondissement Béziers.

## Geografie
De oppervlakte van Gabian bedraagt 15,9 km², de bevolkingsdichtheid is 41,4 inwoners per km².

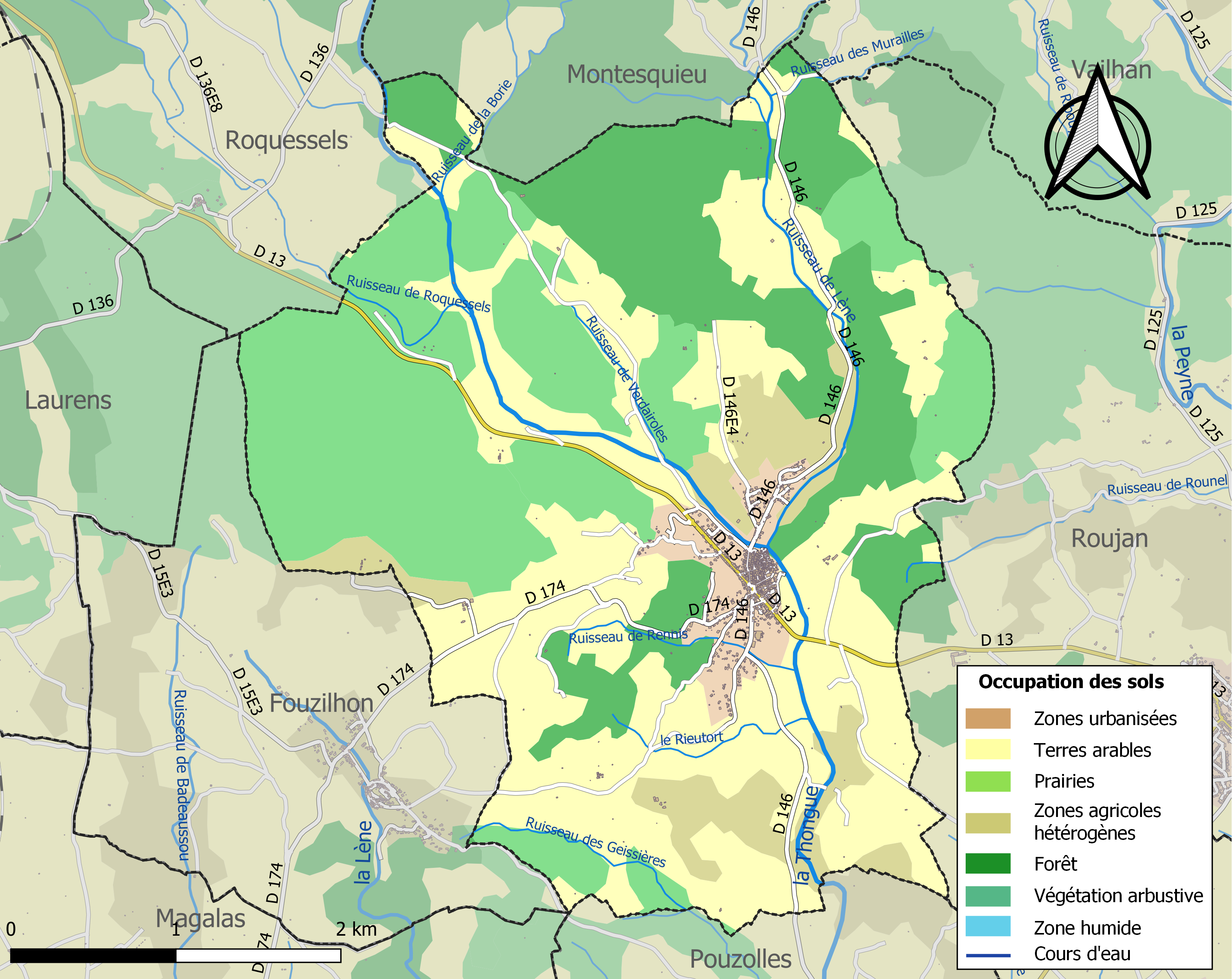
Kaart van de gemeente met de belangrijkste infrastructuur, bodemgebruik en omliggende gemeenten

## Demografie
Onderstaande figuur toont het verloop van het inwonertal (bron: INSEE-tellingen).

## Afbeeldingen

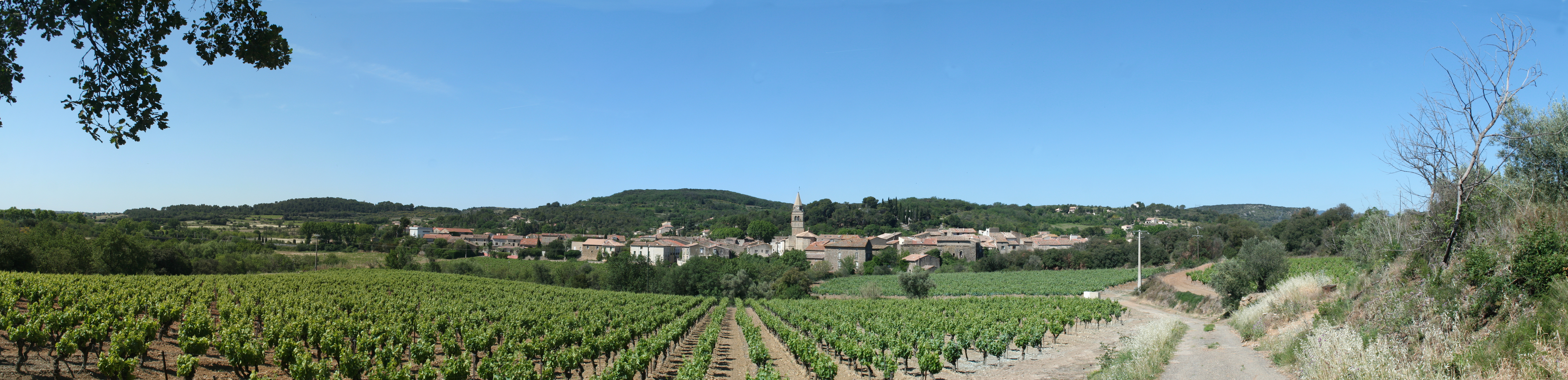
Gezicht op Gabian
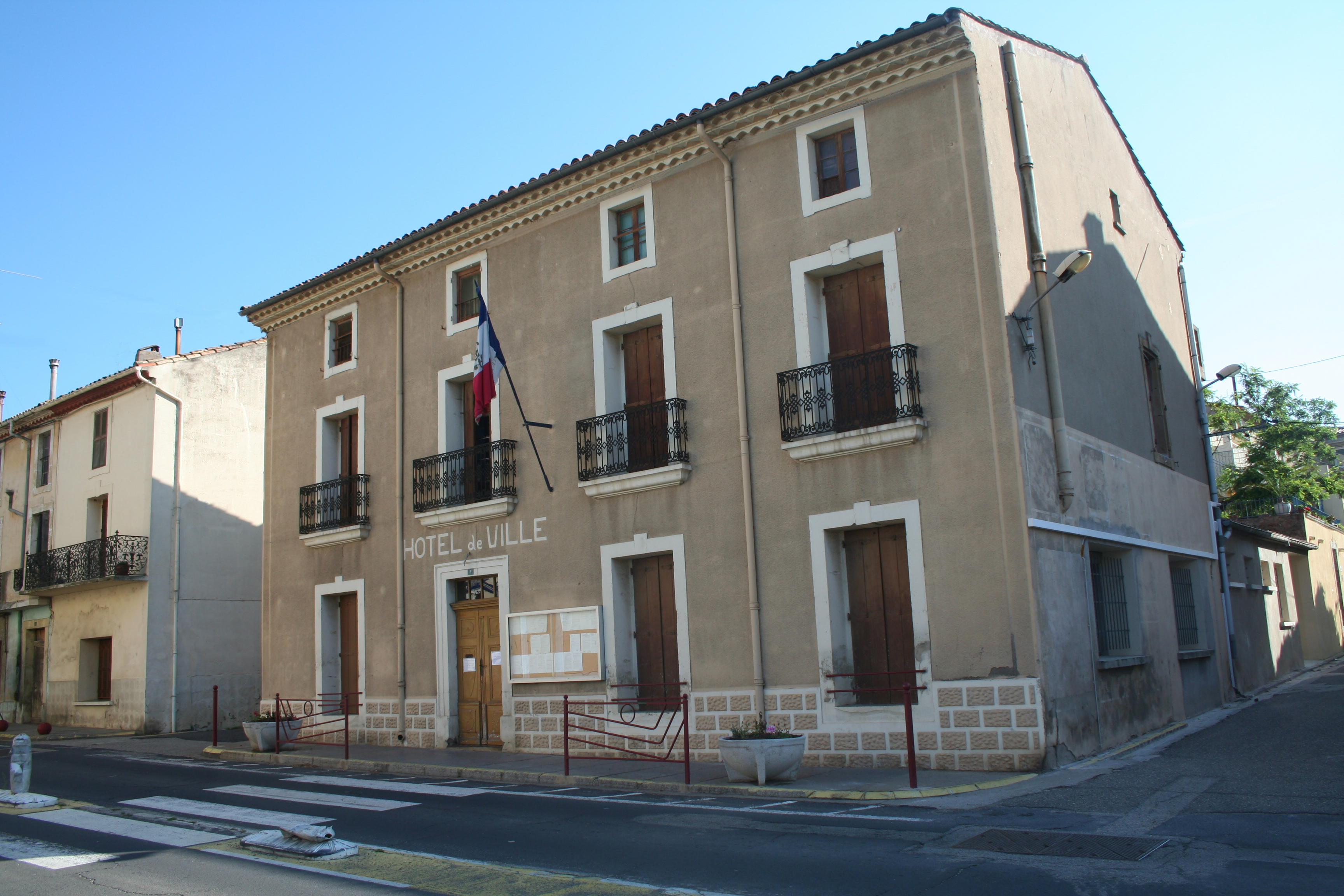
Gemeentehuis
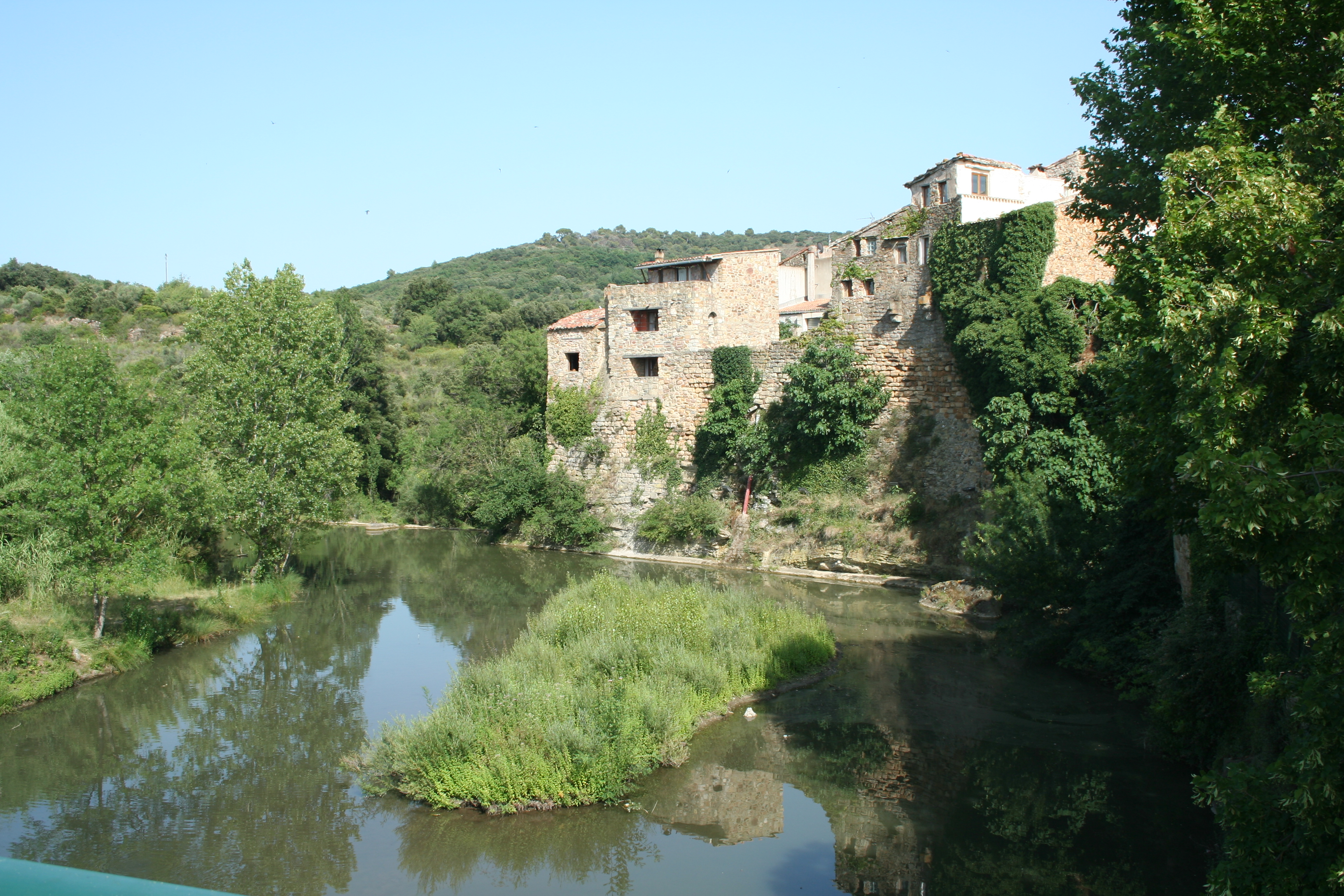
Stadsmuren en riviertje Thongue